# Liste des coléoptères aquatiques endémiques de France
Cet article liste le nombre espèces d'insectes endémiques faisant partie des Coléoptères aquatiques de France : départements métropolitains (dont la Corse), départements d'outre-mer (Guadeloupe, Martinique, Guyane et Réunion) et collectivités d'outre-mer à statut proche du statut départemental (Saint-Pierre-et-Miquelon, Mayotte, Saint-Martin et Saint-Barthélemy), mais n'inclut pas les anciens territoires d'outre-mer de Wallis-et-Futuna (collectivité territoriale), de la Polynésie française et de la Nouvelle-Calédonie (pays d'outre-mer) et des îles Éparses, de l'île de Clipperton et des Terres australes et antarctiques françaises (districts d'outre-mer).
Rappel : Une espèce biologique est dite endémique d'une zone géographique lorsqu'elle n'existe que dans cette zone à l'état spontané.

## En France métropolitaine
On a recensé (2011) 22 familles regroupant 662 espèces. Certaines de ces espèces ne vivent dans l'eau ou sur l'eau qu'à certains stades de leur vie et/ou fréquentent la boue ou le sable humide à tous les stades (ex : Heteroceridae, Limnichidae,Georissidae,

### Myxophaga(4 sp.)

#### Sphaerioidea(4 sp.)
- Hydroscaphidae 1 sp.
- Sphaeriusidae 3 sp.

### Adephaga(238 sp.)

#### Dytiscoidea(223 sp.)
- Dytiscidae 197 sp.
- Haliplidae 22 sp.
- Noteridae 3 sp.
- Paelobiidae 1 sp.

#### Gyrinoidea(15 sp.)
- Gyrinidae 15 sp.

### Polyphaga(420 sp.)

#### Hydrophiloidea(128 sp.)
- Georissidae 5 sp.
- Helophoridae 35 sp.
- Hydrochidae 9 sp.
- Hydrophilidae 78 sp.
- Spercheidae 1 sp.

#### Staphylinoidea(107 sp.)
- Hydraenidae 107 sp.

#### Dryopoidea(79 sp.)
- Dryopidae 19 sp.
- Elmidae 33 sp.
- Heteroceridae 19 sp.
- Limnichidae 7 sp.
- Psephenidae 1 sp.

#### Scirtoidea(38sp.)
- Scirtidae 38 sp.

#### Chrysomeloidea(29 sp.)
- Psephenidae 29 sp.

#### Curculionoidea(39 sp.)
- Curculionidae 36 sp.
- Erirhinidae 3 sp